# Sean Combs
Sean John Combs (New York City, New York, SAD, 4. studenoga 1969.) poznatiji kao Diddy, ili ranije P. Diddy i Puff Daddy, američki je producent, reper, glumac, modni dizajner za muškarce, poduzetnik i plesač. Osvojio je tri Grammyja i dvije nagrade MTV Video Music Awards, dok je njegova linija odjeće zaradila nagradu Vijeća modnih dizajnera Amerike (Council of Fashion Designers of America).
Krajem 2023. Combs je riješio tužbu za seksualni napad i zlostavljanje koju je podnijela njegova bivša partnerica Cassie Ventura. U sljedećim mjesecima podnesene su brojne tužbe u vezi sa nedoličnim seksualnim ponašanjem, a nekoliko tužitelja tvrdilo je da je počinio seksualne napade i zlostavljanja između 1991. i 2009. godine. U ožujku 2024. Ministarstvo domovinske sigurnosti Sjedinjenih Država pretreslo je nekoliko nekretnina povezanih s Combsom, a u rujnu te godine optužen je za trgovinu ljudima u svrhu seksualnog iskorištavanja i reketarenje. Izjasnio se da nije kriv te mu je tri puta odbijena jamčevina. Od svibnja 2025. nalazi se u pritvorskom centru Metropolitan u Brooklynu. Suđenje mu je započelo 5. svibnja 2025. godine.

## Životopis
Sean Combs je u početku bio poznat kao Puff Daddy, zatim kao P. Diddy (Puff i Puffy su se koristili kao nadimci, nikad kao naziv izvođača). U kolovozu 2005. godine svoj pseudonim promijenio je u "Diddy", no nastavio se koristiti imenom P. Diddy u Novom Zelandu i Ujedinjenom Kraljevstvu nakon pravne bitke s drugim izvođačem (Richard "Diddy" Dearlove). U lipnju 2008. godine Combs je demantirao glasine o još jednom mijenjanju svog imena.
Njegove poslovne interese pod okriljem Bad Boy Entertainment Worldwide uključuju producentsku kuću Bad Boy Records, liniju odjeće Sean John, kompaniju za produkciju filmova Sean by Sean Combs i dva restorana. Sean Combs je jedan od najbogatijih hip-hop izvođača zaradivši neto 346 milijuna američkih dolara u 2006. godini.
Sean Combs posjeduje rezidencije u Manhattanu; Alpine, New Jersey; East Hampton, New York; Miami Beach, Florida i Atlanta, Georgia.

## Diskografija
- 1997.: No Way Out
- 1999.: Forever
- 2001.: The Saga Continues...
- 2002.: We Invented the Remix
- 2006.: Press Play
- 2010.: Last Train to Paris
- 2023.: The Love Album: Off the Grid

## Vanjske poveznice
- Službena stranica
- Sean Combs  Arhivirana inačica izvorne stranice od 23. lipnja 2012. (Wayback Machine) na MTV
- Sean Combs na Internet Movie Databaseu
- Sean Combs na Twitteru
- Sean Combs na MySpaceu